# Adrar
Adrar (árabe: أدرار, bereber: ) es una ciudad de Argelia, capital de la provincia de Adrar y cabecera de la daira del mismo nombre. Cuenta con una población de 43.903 habitantes.

## Geografía
Adrar se localiza en un oasis del desierto del Sahara, en la región de Gourara.

## Economía
La agricultura es la principal actividad económica de la ciudad. Ésta se caracteriza por el uso de la fogara, un método tradicional de irrigación que aprovecha el agua subterránea de las colinas para irrigar el llano colindante.